# Wolfgang Köllmann
Wolfgang Köllmann (* 2. Januar 1925 in Barmen-Langerfeld; † 28. September 1997 in Hattingen) war ein deutscher Historiker, der sich vor allem mit Wirtschafts- und Sozialgeschichte des Industriezeitalters, historischer Demographie (Bevölkerungsgeschichte) sowie rheinisch-westfälischer Landes- und Regionalgeschichte (insbesondere der Geschichte des Ruhrgebiets und des Bergischen Landes) befasste. Er lehrte von 1964 bis 1990 als Professor für Sozial- und Wirtschaftsgeschichte sowie Demographie an der Ruhr-Universität Bochum.

## Leben und Wirken
Köllmann besuchte das Gymnasium in Wuppertal-Barmen und war von 1943 bis 1945 Kriegsteilnehmer. Von 1946 bis 1950 studierte er Geschichte und Germanistik an der Universität Göttingen. Dort wurde er auch bei Werner Conze promoviert. Seine Dissertation Sozialgeschichte der Stadt Barmen war auf lange Sicht einflussreich für die Sozialgeschichte insgesamt und vor allem für die moderne Stadtgeschichtsforschung. Köllmann gilt als ein Begründer der Historischen Urbanisierungsforschung. Anschließend war er bis 1954 Assistent an der Sozialforschungsstelle der Universität Münster mit Sitz in Dortmund. Dort war er vor allem mit Forschungen zur Bevölkerungsstruktur und Großstadtsoziologie beschäftigt.
Von 1954 bis 1957 war er Stipendiat der Kommission für Geschichte des Parlamentarismus und der politischen Parteien in Bonn. Neben weiteren Stationen war er zwischen 1959 und 1962 Mitarbeiter der Kommission der Wissenschaften und der Literatur in Mainz. Dort arbeitete er zusammen mit Karl Erich Born an einer Quellenedition zur deutschen Sozialpolitik zwischen 1870 und 1914. Mit seiner Schrift über die erste Lebenshälfte des Ruhrgebiets-Industriepioniers Friedrich Harkort (1793–1880) habilitierte sich Köllmann 1963 an der Universität Hamburg für Sozial- und Wirtschaftsgeschichte, wo er anschließend ein Jahr als Privatdozent lehrte.
Er wurde 1964 als ordentlicher Professor für Sozial- und Wirtschaftsgeschichte an die Ruhr-Universität Bochum berufen, später fügte er seinem Lehrstuhl noch die Denomination „Demographie“ hinzu. In Bochum stand er für einen interdisziplinären Forschungsansatz, der demographische, technologische, geographische und wirtschafts- und sozialgeschichtliche Fragestellungen miteinander verband. Köllmann engagierte sich auch als Mitglied der Fakultät für Wirtschaftswissenschaft und der Fakultät für Sozialwissenschaft sowie des Instituts für Entwicklungsforschung und Entwicklungspolitik der RUB. Insbesondere seine Arbeiten zur Bevölkerungsgeschichte im Industriezeitalter waren wegweisend. Diese Arbeiten prädestinierten ihn zum Herausgeber des mehrbändigen Werkes Das Ruhrgebiet im Industriezeitalter. Köllmann müsse „zu den Pionieren der rheinisch-westfälischen Industrialisierungsforschung gezählt werden“, urteilte Hans-Werner Hahn. 1990 wurde er emeritiert.
Köllmann war Mitglied und 29 Jahre lang Vorsitzender des Bergischen Geschichtsvereins und der Historischen Kommission für Westfalen. Außerdem war er aktiv in der Gesellschaft für Westfälische Wirtschaftsgeschichte. Die Stadt Wuppertal verlieh ihm 1989 den Eduard von der Heydt-Preis.
Durch Initiative seines Kollegen Wolfhard Weber gelangte derjenige Teil von Köllmanns wissenschaftlichem Nachlass, der sich in den Räumen der Fakultät für Geschichtswissenschaft der Ruhr-Universität Bochum befand, in das Universitätsarchiv; er ist durch ein Bestandsverzeichnis erschlossen.
Köllmann war auch Kommunalpolitiker der CDU, von 1970 bis 1984 Ratsmitglied und mehrere Jahre Zweiter Bürgermeister von Hattingen, wo er im Ortsteil Winzermark genau an der Grenze der alten Provinzen Westfalen und Rheinland wohnte.

## Schriften (Auswahl)
- Sozialgeschichte der Stadt Barmen im 19. Jahrhundert. Tübingen 1960.
- Friedrich Harkort (= Beiträge zur Geschichte des Parlamentarismus und der politischen Parteien, Bd. 27). Droste, Düsseldorf 1964.
- mit Ernst Kirsten und Ernst Wolfgang Buchholz: Raum und Bevölkerung in der Weltgeschichte. Bevölkerungs-Ploetz. 4 Bände, 3. Auflage. A. G. Ploetz-Verlag, Würzburg 1965–1968.
- (Hrsg. unter Mitarbeit von Albin Gladen, im Auftrag der Industriegewerkschaft Bergbau und Energie): Der Bergarbeiterstreik von 1889 und die Gründung des „Alten Verbandes“ in ausgewählten Dokumenten der Zeit. Bochum 1969.
- (Hrsg.): Bevölkerungsgeschichte. Köln 1972.
- Bevölkerungsgeschichte 1800–1970. In: Wolfgang Zorn (Hrsg.): Deutsche Wirtschafts- und Gesellschaftsgeschichte. Bd. 2: Das 19. und 20. Jahrhundert. Stuttgart 1976, S. 9–50.
- (Hrsg.): Quellen zur Bevölkerungs-, Sozial- und Wirtschaftsstatistik Deutschlands 1815–1875. Band I: Quellen zur Bevölkerungsstatistik Deutschlands 1815–1875, bearbeitet von Antje Kraus (= Forschungen zur deutschen Sozialgeschichte, Band 2/1), Harald Boldt Verlag, Boppard am Rhein 1980, ISBN 3-7646-1736-5.
- (Hrsg. mit Jürgen Reulecke im Auftrage der Harkort-Gesellschaft e. V. Hagen): Mittheilungen des Centralvereins für das Wohl der arbeitenden Klassen. Unveränderter Neudruck der Ausgabe Berlin 1848–1858 in fünf Bänden. Hagen 1980 (mit Orts-, Namen-, Firmen- und Sachregister, bearbeitet von Peter Marschalck), ISBN 3-921297-26-5.
- (Hrsg. gemeinsam mit Hermann Korte u. a.; unter Mitarbeit von Werner Abelshauser und anderen): Das Ruhrgebiet im Industriezeitalter. Geschichte und Entwicklung. 2 Bde. Düsseldorf 1990.
- (Hrsg. mit Wilfried Reininghaus und Karl Teppe): Bürgerlichkeit zwischen gewerblicher und industrieller Wirtschaft. Beiträge des wissenschaftlichen Kolloquiums anläßlich des 200. Geburtstags von Friedrich Harkort vom 25. bis 27. Februar 1993. Gesellschaft für Westfälische Wirtschaftsgeschichte e. V., Dortmund 1994, ISBN 3-925227-36-9.
- Die industrielle Revolution. Bevölkerung – Technik, Wirtschaft, Industrie – Unternehmer, Arbeiterschaft – Sozialreform, Sozialpolitik. [Nachdr.] Stuttgart 2000.